# Alpine A220

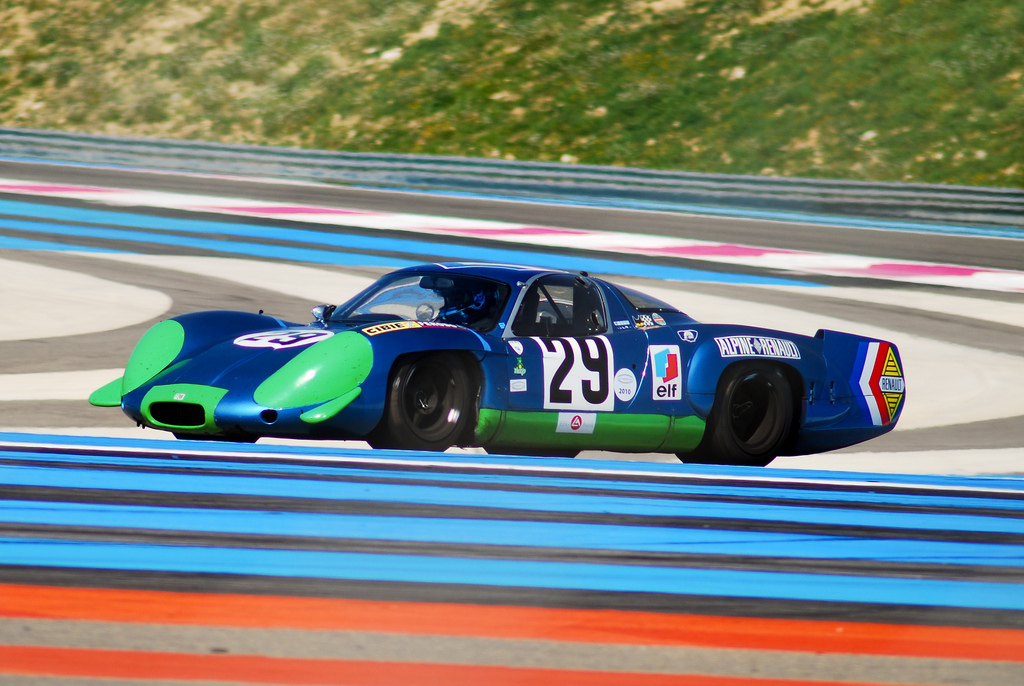
Alpine A220

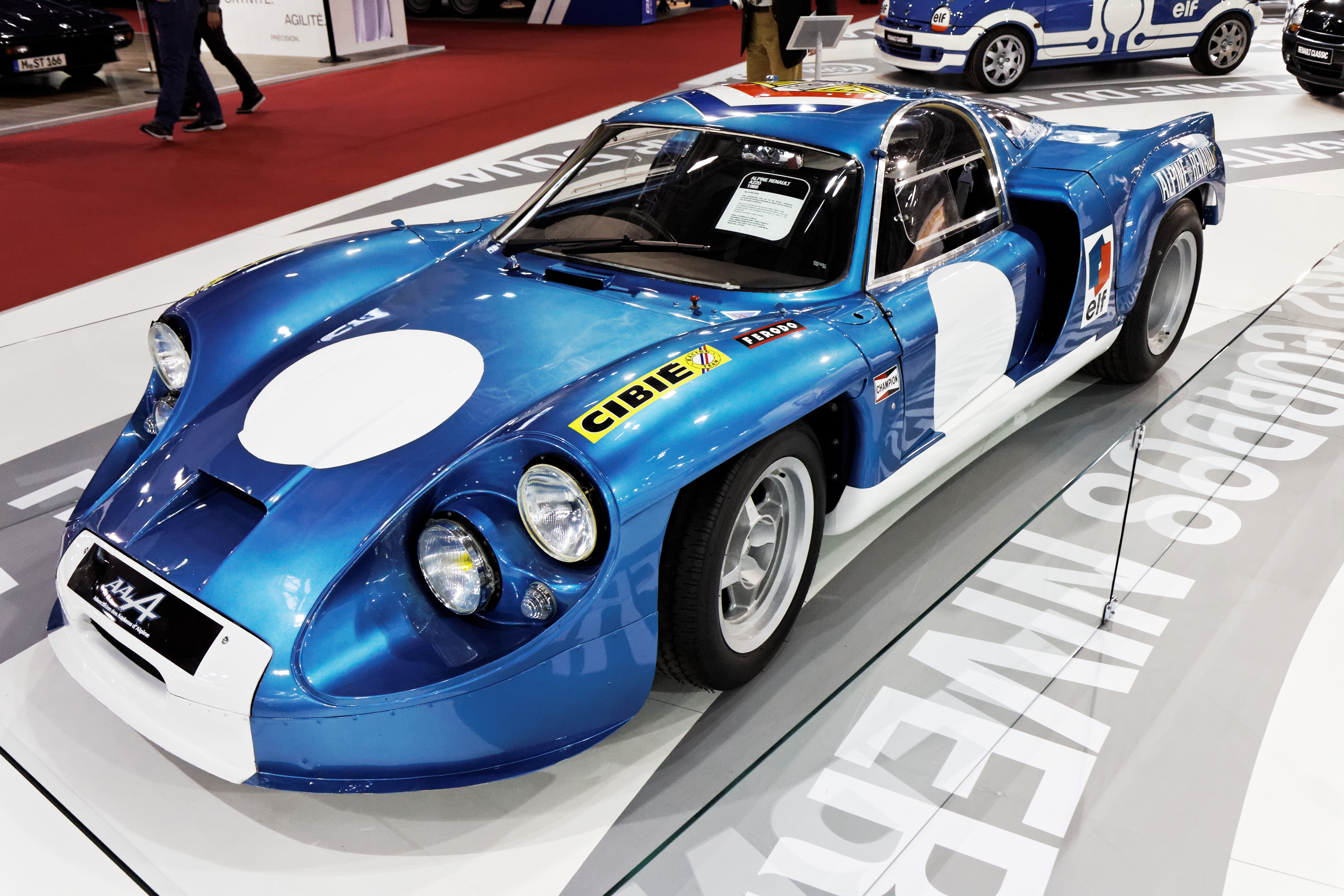
Alpine A220

Der Alpine A220 war ein Sportwagen-Prototyp, der 1968 und 1969 bei Sportwagenrennen zum Einsatz kam.

## Entwicklungsgeschichte und Technik
Ende 1967 kam es bei Alpine zu einem Paradigmen-Wechsel. Bisher hatten sich Jean Rédélé und seine Techniker auf die Konstruktion von Rennfahrzeugen mit einem Motor-Hubraum bis maximal 1,5-Liter beschränkt. Für die Sportwagenrennen 1968, vor allem für das Langstreckenrennen in Le Mans, entwickelte das Team aber einen 3-Liter-Rennwagen.
Möglich gemacht wurde dieses Ansinnen durch einen neuen Gordini-Motor. Gordini verband zwei 1,5-Liter-4-Zylinder-Motoren zu einem konventionellen V8-Motor. In der ersten Variante erhielt das Aggregat vier Weber-Vergaser, die 1969 durch ein Einspritzsystem ersetzt wurden. Der Vergaser-V8-Motor leistete 228 kW (310 PS), der Einspritzmotor 257 kW (350 PS). Als Getriebe kam eine 5-Gang-ZF-Schaltung zum Einsatz. 
Das Chassis und die Karosserie wurden vom A210 übernommen und so adaptiert, dass der schwere und breitere Motor ins Fahrgestell integriert werden konnte.

## Renngeschichte
Der A220 gab sein Debüt im Frühjahr 1968 bei einem nationalen Sportwagenrennen in Frankreich. Schnell stellte sich heraus, dass der Wagen für die 3-Liter-Klasse untermotorisiert war. Dazu kam, dass die leichte, aerodynamische Fiberglas-Karosserie für den A210 zwar perfekt geeignet war, im schnelleren und schwereren A220 aber zum Übersteuern neigte. 
In Le Mans waren 1968 vier A220 am Start, aber nur einer – am Steuer André de Cortanze und Jean Vinatier – erreichte das Ziel. Mit dem achten Gesamtrang lag der Wagen am Ziel vor drei A210, das erhoffte Podium konnte der Wagen jedoch nicht erreichen.
Als 1969 kein A220 in Le Mans ins Ziel kam, wurde das Projekt, trotz einiger Siege bei kleineren Veranstaltungen, Ende 1969 eingestellt.